# Koni Iguan
Koni K. Iguan est un homme politique papou-néo-guinéen.

## Biographie
Il grandit dans la vallée Markham (en) dans la province de Morobe, où il devient directeur de la branche des jeunes de l'Église adventiste du septième jour pour le district de Markham, et membre de l'équipe de football de la vallée. Après son enseignement secondaire à Lae, il échoue à trouver une place dans l'enseignement supérieur et retourne au village pratiquer une agriculture de subsistance. Son père est conseiller municipal au village et, à sa mort, Koni Iguan est élu à sa succession. En 1997 il devient président du conseil et, à ce titre, membre du Tutumang, l'assemblée provinciale de Morobe,.
Il se présente sans succès aux élections législatives nationales de 2002 avec l'étiquette du Parti travailliste populaire, puis est élu en 2007 député du district de Markham au Parlement national, quittant alors l'assemblée provinciale de Morobe. Il siège sur les bancs de l'opposition, perd son siège aux élections de 2012 et retourne à sa vie d'agriculteur. Il entre à nouveau au Parlement aux élections de 2017, cette fois avec l'étiquette du Pangu Pati, et en avril 2019 est nommé ministre des Communications et des Technologies de l'Information dans le gouvernement de Peter O'Neill. Ce gouvernement perd toutefois la confiance du Parlement dès le mois suivant et démissionne. En septembre 2019, Koni Iguan est fait adjoint au ministre de l'Agriculture John Simon dans le gouvernement de James Marape,.
En novembre 2019 il est l'un des fondateurs du Parti travailliste unifié, qui se fait le parti du Congrès des syndicats de Papouasie-Nouvelle-Guinée. En juin 2020, il est élu vice-président du Parlement,. Il conserve son siège de député aux élections de 2022.